# Ernstas Deringas
Ernstas Deringas (né en 1895 à l'époque dans l'Empire russe et aujourd'hui en Lituanie et mort le 7 novembre 1965 à Hambourg) est un joueur de football international lituanien, qui évoluait au poste d'arrière.

## Biographie

### Carrière en sélection
Ernstas Deringas joue un match en équipe de Lituanie lors de l'année 1923. Il s'agit d'une rencontre disputée face à l'Estonie (défaite 0-5 à Kaunas).
Il participe avec la Lituanie aux Jeux olympiques de 1924. Il ne joue toutefois aucun match lors du tournoi olympique.